# 1934 en droit
Cet article présente les faits marquants de l'année 1934 en droit.

## Événements
- Décret instaurant la journée de huit heures de travail en Colombie.
- Lois interdisant les publications antisémites et les défilés paramilitaires au Royaume-Uni (1934-1936).

### Janvier
- 30 janvier, Allemagne : loi sur l'organisation nationale du travail.
- 30 janvier : suppression des Länder de la Constitution de Weimar. Suppression des Landtage (de). Fondation du Troisième Reich qui recueille les droits souverains des Länders.

### Mars
- 17 mars[1] : protocole de Rome (Italie, Autriche, Hongrie) pour renforcer la position de l’Italie face à l’Allemagne dans les régions danubiennes.

### Avril
- 13 avril : Johnson Act interdisant tout prêt à un gouvernement n’ayant pas honoré ses engagements antérieurs à l’égard des États-Unis.

## Naissances
- 21 avril : Klaus König, juriste allemand.
- 26 juin : Jean-René Farthouat,  avocat français, bâtonnier de l'ordre des avocats de Paris en 1994-1995, mort en 2020 à l'âge de 85 ans.